# Гумбейка
Гумбе́йка — река в Челябинской области, левый приток Урала. Протекает через Верхнеуральский район, Нагайбакский и Агаповский районы.

## География реки

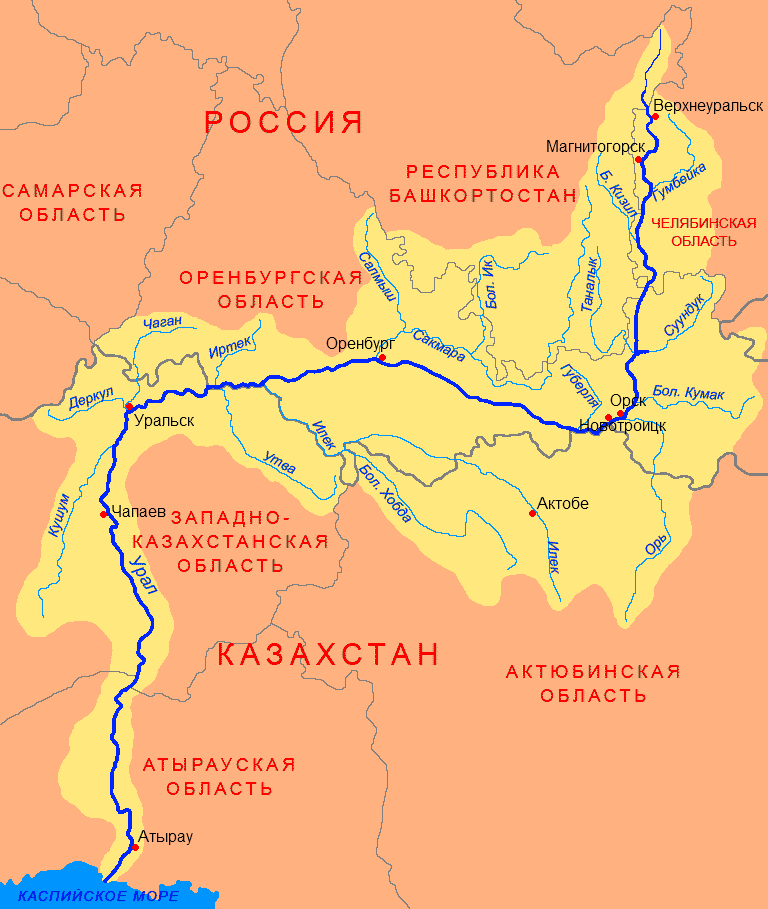
Бассейн Урала

Река Гумбейка берёт начало юго-восточнее посёлка Новоурлядинского в Верхнеуральском районе и течёт на юго-запад. Высота истока около 430 метров над уровнем моря. Впадает в Урал у посёлка Аблязово. Высота устья — 323 м над уровнем моря. Длина около 202 км. Русло извилистое, с множеством отделившихся стариц. Ширина реки меняется от 15-25 м в верхнем течении до 40-55 м в нижнем. Скорость течения — 0,2-0,3 м/с.
Река используется местным населением для хозяйственно-бытовых нужд.

## Притоки
Основные притоки (расстояние от устья):
- 39 км: река Субутак
- 54 км: река Нижняя Солодянка
- 59 км: река Бахта
- 82 км: река Солодянка
- 119 км: река Кызыл-Чилик
- 171 км: река Чёрная
- 174 км: река Топкая